# Cagiva Mito
La Cagiva Mito è una motocicletta sportiva disponibile nella cilindrata di 50 e 125 cm³, prodotta dalla casa motociclistica varesina Cagiva dal 1990 al 2012.

## Introduzione
Con i modelli della serie "Mito" Cagiva seguiva il filone delle moto da strada derivate dalle competizioni, molto in voga tra i giovani nella prima metà degli anni 1990; all'epoca tutte le maggiori case motociclistiche mettevano in listino modelli di questo tipo che, pur a fronte di costi d'acquisto e gestione non particolarmente elevati, consentivano prestazioni di tutto rispetto.
La serie "Mito" fu pensata in primis per sostituire nella gamma produttiva l'ormai datata "Freccia" ("Prima" nel caso del ciclomotore), ma in seconda battuta anche per trarre un vantaggio commerciale data la presenza sportiva dall'azienda di "Schiranna" nella classe 500 (al tempo la classe maggiore) del motomondiale.
In ogni cilindrata entrata in produzione il motore è un monocilindrico 2T, con il gruppo termico raffreddato a liquido e un miscelatore per la lubrificazione separata.
Al debutto (1990) la Mito con la sua impostazione di guida decisamente sportiva (senza risultare scomodissima), il che gli permette una capacità di guida difficilmente eguagliabile sul misto, con un inserimento in curva immediato ed ottima stabilità di percorrenza, con un'ottima capacità in accelerazione anche grazie al peso spostato all'anteriore, il che permette di affrontare le chicane con una maggiore sicurezza percepita rispetto alla concorrenza.
Il propulsore ha un carattere sportivo, con una curva d'erogazione spostata verso l'alto ed una potenza tra le maggiori della categoria, permettendo di raggiungere una velocità massima di 172,716 km/h, anche grazie alla sua buona aerodinamica.

## Storia e versioni

### La Mito 50
La Mito 50 venne prodotta dal 1997 al 2002 andando a sostituire la Cagiva Prima; la differenza principale tra le due moto consiste nel propulsore, prodotto dalla stessa Cagiva sulla Prima (stesso motore dell'enduro Cocis), prodotto dalla Derbi nella Mito. Ciò ha comportato anche una diversa posizione della corona (a sinistra anziché a destra) e di entrambi i dischi freno.
Esteticamente le moto differiscono per via di una piccola feritoia sulla parte bassa della carena della Mito per far rientrare l'espansione e soprattutto l'aggiunta di pedane passeggero e maniglie sotto il codone, dovute all'omologazione biposto.

| Caratteristiche tecniche - Cagiva Mito 50          | Caratteristiche tecniche - Cagiva Mito 50                                                                                                  | Caratteristiche tecniche - Cagiva Mito 50                                                                                                  | Caratteristiche tecniche - Cagiva Mito 50 | Caratteristiche tecniche - Cagiva Mito 50 | Caratteristiche tecniche - Cagiva Mito 50 |
| Dimensioni e pesi                                  | Dimensioni e pesi | Dimensioni e pesi | Dimensioni e pesi | Dimensioni e pesi | Dimensioni e pesi |
| -------------------------------------------------- | --- | --- | --- | --- | --- |
| Ingombri (lungh.×largh.×alt.)                      | 1900 × ? × ? mm | 1900 × ? × ? mm | 1900 × ? × ? mm | 1900 × ? × ? mm | 1900 × ? × ? mm |
| Altezze                                            | Sella: 770 mm - Minima da terra: 125 mm | Sella: 770 mm - Minima da terra: 125 mm | Sella: 770 mm - Minima da terra: 125 mm | Sella: 770 mm - Minima da terra: 125 mm | Sella: 770 mm - Minima da terra: 125 mm |
| Interasse: 1315 mm                                 | Interasse: 1315 mm | Massa a vuoto: 89 kg | Massa a vuoto: 89 kg | Serbatoio: 7,25 l | Serbatoio: 7,25 l |
| Meccanica                                          | | | | | |
| Tipo motore: Monocilindrico a 2 tempi Derbi EBS050 | Tipo motore: Monocilindrico a 2 tempi Derbi EBS050                                                                                         | Tipo motore: Monocilindrico a 2 tempi Derbi EBS050                                                                                         | Tipo motore: Monocilindrico a 2 tempi Derbi EBS050 | Raffreddamento: a liquido | Raffreddamento: a liquido |
| Cilindrata                                         | 49,9 cm³ (Alesaggio 39,86 × Corsa 40 mm)                                                                                                   | 49,9 cm³ (Alesaggio 39,86 × Corsa 40 mm)                                                                                                   | 49,9 cm³ (Alesaggio 39,86 × Corsa 40 mm) | 49,9 cm³ (Alesaggio 39,86 × Corsa 40 mm) | 49,9 cm³ (Alesaggio 39,86 × Corsa 40 mm) |
| Distribuzione: valvola lamellare                   | Distribuzione: valvola lamellare | Distribuzione: valvola lamellare | Alimentazione: carburatore | Alimentazione: carburatore | Alimentazione: carburatore |
| Frizione: multidisco in bagno d'olio               | Frizione: multidisco in bagno d'olio | Frizione: multidisco in bagno d'olio | Cambio: sequenziale a 6 marce (sempre in presa) 1° 11/34 (3,091) 2° 15/30 (2,000) 3° 18/27 (1,500) 4° 20/24 (1,200) 5° 22/23 (1,045) 6° 23/22 (0,956) | Cambio: sequenziale a 6 marce (sempre in presa) 1° 11/34 (3,091) 2° 15/30 (2,000) 3° 18/27 (1,500) 4° 20/24 (1,200) 5° 22/23 (1,045) 6° 23/22 (0,956) | Cambio: sequenziale a 6 marce (sempre in presa) 1° 11/34 (3,091) 2° 15/30 (2,000) 3° 18/27 (1,500) 4° 20/24 (1,200) 5° 22/23 (1,045) 6° 23/22 (0,956) |
| Accensione                                         | elettronica CDI (ad anticipo fisso) | elettronica CDI (ad anticipo fisso) | elettronica CDI (ad anticipo fisso) | elettronica CDI (ad anticipo fisso) | elettronica CDI (ad anticipo fisso) |
| Trasmissione                                       | Primaria a ingranaggi; Secondaria a catena                                                                                                 | Primaria a ingranaggi; Secondaria a catena                                                                                                 | Primaria a ingranaggi; Secondaria a catena | Primaria a ingranaggi; Secondaria a catena | Primaria a ingranaggi; Secondaria a catena |
| Avviamento                                         | elettrico | elettrico | elettrico | elettrico | elettrico |
| Ciclistica                                         | | | | | |
| Telaio                                             | bitrave in alluminio | bitrave in alluminio | bitrave in alluminio | bitrave in alluminio | bitrave in alluminio |
| Sospensioni                                        | Anteriore: forcella teleidraulica a steli rovesciati da 35 mm Showa / Posteriore: monoammortizzatore con regolazione del precarico         | Anteriore: forcella teleidraulica a steli rovesciati da 35 mm Showa / Posteriore: monoammortizzatore con regolazione del precarico         | Anteriore: forcella teleidraulica a steli rovesciati da 35 mm Showa / Posteriore: monoammortizzatore con regolazione del precarico                    | Anteriore: forcella teleidraulica a steli rovesciati da 35 mm Showa / Posteriore: monoammortizzatore con regolazione del precarico                    | Anteriore: forcella teleidraulica a steli rovesciati da 35 mm Showa / Posteriore: monoammortizzatore con regolazione del precarico                    |
| Freni                                              | Anteriore: disco singolo da 260 mm e pinze AJP fissa a 4 pistoncini / Posteriore: disco singolo da 220 mm e pinze AJP fissa a 2 pistoncini | Anteriore: disco singolo da 260 mm e pinze AJP fissa a 4 pistoncini / Posteriore: disco singolo da 220 mm e pinze AJP fissa a 2 pistoncini | Anteriore: disco singolo da 260 mm e pinze AJP fissa a 4 pistoncini / Posteriore: disco singolo da 220 mm e pinze AJP fissa a 2 pistoncini            | Anteriore: disco singolo da 260 mm e pinze AJP fissa a 4 pistoncini / Posteriore: disco singolo da 220 mm e pinze AJP fissa a 2 pistoncini            | Anteriore: disco singolo da 260 mm e pinze AJP fissa a 4 pistoncini / Posteriore: disco singolo da 220 mm e pinze AJP fissa a 2 pistoncini            |
| Pneumatici                                         | anteriore da 90/90 - 16; posteriore da 120/80 - 16 su cerchi Grimeca da 16" con canale da 1,85" all'anteriore e da 2,5" al posteriore      | anteriore da 90/90 - 16; posteriore da 120/80 - 16 su cerchi Grimeca da 16" con canale da 1,85" all'anteriore e da 2,5" al posteriore      | anteriore da 90/90 - 16; posteriore da 120/80 - 16 su cerchi Grimeca da 16" con canale da 1,85" all'anteriore e da 2,5" al posteriore                 | anteriore da 90/90 - 16; posteriore da 120/80 - 16 su cerchi Grimeca da 16" con canale da 1,85" all'anteriore e da 2,5" al posteriore                 | anteriore da 90/90 - 16; posteriore da 120/80 - 16 su cerchi Grimeca da 16" con canale da 1,85" all'anteriore e da 2,5" al posteriore                 |
| Fonte dei dati:                                    | | | | | |

### La Mito 125
La Mito 125 viene presentata il 18 maggio del 1990 come evoluzione della Cagiva Freccia; con il modello precedente la Mito prima serie condivideva il propulsore a sette marce, opportunamente rivisto e migliorato.
Esteticamente invece le moto erano molto diverse: inizialmente la Mito a causa della carenza di porzioni della carenatura, fu presentata in versione naked, con telaio e motore in vista e specchietti tondi montati sul manubrio, successivamente venne prodotto un kit di conversione per renderla carenata (rendendola una race replica della Cagiva C588). Le primissime versione erano disponibili di colore rosso o verde mare. Tuttavia dalla metà del 1991 venne resa finalmente disponibile una versione carenata, in linea con le concorrenti Aprilia AF1, Yamaha TZR, Gilera SP e Honda NSR 125. Alle precedenti livree rosso e verde, si aggiungono anche le colorazioni: nera (con strisce verdi più piccole), la Denim e la livrea rossa con quadrettoni bianchi (piuttosto rara).

#### La Mito Denim

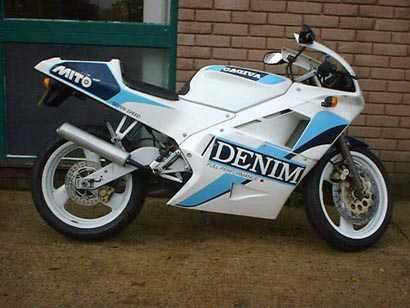
La Cagiva Mito Denim

Nel 1991 venne prodotta una versione in edizione limitata, la Mito Denim, con livrea bianca e blu, creata per un concorso a premi.  Ad oggi si ha evidenza di una produzione di 400 esemplari; ogni moto fu dotata di una targhetta identificativa rivettata sulla piastra di sterzo superiore, recante un numero progressivo.

#### La Mito "Racing"
Durante la prima serie vennero presentati dei modelli rivisti nel gruppo termico e nell'impianto di scarico, nel 1991 venne prodotta la versione Lucky Explorer con livrea bianca e rossa ispirata alla Cagiva Elefant guidata da Edi Orioli, campione della Parigi-Dakar nel 1990. Nel settembre 1991 venne invece presentata una livrea replica di quella della moto di Eddie Lawson, pilota Cagiva nella Classe 500 del Motomondiale.
Queste versioni "racing" erano la versione proposta da cui poter partire per preparare le moto per partecipare al campionato Sport Production "SP"; da non confondersi con la versione speciale, sempre del 1991, denominata "Mini moke", già pronto gara e disponibile per pochi piloti, che condivideva molte componenti tecniche ma era rivista pezzo per pezzo dal reparto corse cagiva.
Alle versioni "racing", appunto, rispetto alle "base" vengono modificati i seguenti componenti: mono ammortizzatore posteriore (taratura differente), forcelle anteriori (molle e spessori), testa cilindro, camera d'espansione, silenziatore, boccola di scarico, valvola di scarico, pacco lamellare (lamelle e stopper), taratura del carburatore e rapportatura della trasmissione primaria.
| Caratteristiche tecniche - Cagiva Mito 125                                                                                      | Caratteristiche tecniche - Cagiva Mito 125 | Caratteristiche tecniche - Cagiva Mito 125 | Caratteristiche tecniche - Cagiva Mito 125 | Caratteristiche tecniche - Cagiva Mito 125 | Caratteristiche tecniche - Cagiva Mito 125 |
| Dimensioni e pesi | Dimensioni e pesi | Dimensioni e pesi | Dimensioni e pesi | Dimensioni e pesi | Dimensioni e pesi |
| --- | --- | --- | --- | --- | --- |
| Ingombri (lungh.×largh.×alt.)                                                                                                   | 2.000 × 760 × 1.130 mm | 2.000 × 760 × 1.130 mm | 2.000 × 760 × 1.130 mm | 2.000 × 760 × 1.130 mm | 2.000 × 760 × 1.130 mm |
| Altezze | Sella: 795 mm - Minima da terra: 150 mm | Sella: 795 mm - Minima da terra: 150 mm | Sella: 795 mm - Minima da terra: 150 mm | Sella: 795 mm - Minima da terra: 150 mm | Sella: 795 mm - Minima da terra: 150 mm |
| Interasse: 1.380 mm | Interasse: 1.380 mm | Massa a vuoto: 121 kg | Massa a vuoto: 121 kg | Serbatoio: 18 l | Serbatoio: 18 l |
| Meccanica | | | | | |
| Tipo motore: Monocilindrico a 2 tempi                                                                                           | Tipo motore: Monocilindrico a 2 tempi | Tipo motore: Monocilindrico a 2 tempi | Tipo motore: Monocilindrico a 2 tempi | Raffreddamento: a liquido con radiatore concavo | Raffreddamento: a liquido con radiatore concavo |
| Cilindrata | 124,63 cm³ (Alesaggio 56 × Corsa 50,6 mm) | 124,63 cm³ (Alesaggio 56 × Corsa 50,6 mm) | 124,63 cm³ (Alesaggio 56 × Corsa 50,6 mm) | 124,63 cm³ (Alesaggio 56 × Corsa 50,6 mm) | 124,63 cm³ (Alesaggio 56 × Corsa 50,6 mm) |
| Distribuzione: valvola lamellare                                                                                                | Distribuzione: valvola lamellare | Distribuzione: valvola lamellare | Alimentazione: carburatore Dell'Orto PHBH 28 RD | Alimentazione: carburatore Dell'Orto PHBH 28 RD | Alimentazione: carburatore Dell'Orto PHBH 28 RD |
| Potenza: Versione normale 22,89 kW (31,13 CV) a 10.400 rpm Versione Eddie Lawson e Lucky Explorer 24 kW (32,64 CV) a 11.000 rpm | Potenza: Versione normale 22,89 kW (31,13 CV) a 10.400 rpm Versione Eddie Lawson e Lucky Explorer 24 kW (32,64 CV) a 11.000 rpm | Coppia: Versione normale 2,16 kg·m a 10.000 rpm Versione Eddie Lawson e Lucky Explorer 2,17 kg·m a 10.700 rpm | Coppia: Versione normale 2,16 kg·m a 10.000 rpm Versione Eddie Lawson e Lucky Explorer 2,17 kg·m a 10.700 rpm | Rapporto di compressione: Versione normale 6,3:1 (a luci chiuse) Versione Eddie Lawson e Lucky Explorer 7,6:1 (a luci chiuse) | Rapporto di compressione: Versione normale 6,3:1 (a luci chiuse) Versione Eddie Lawson e Lucky Explorer 7,6:1 (a luci chiuse) |
| Frizione: multidisco in bagno d'olio                                                                                            | Frizione: multidisco in bagno d'olio | Frizione: multidisco in bagno d'olio | Cambio: sequenziale a 7 marce (sempre in presa) 1°: 11/30 (2,727) 2°: 14/26 (1,857) 3°: 17/24 (1,411) 4°: 21/24 (1,142) 5°: 23/22 (0,956) 6°: 22/19 (0,863) 7°: 22/18 (0,818) | Cambio: sequenziale a 7 marce (sempre in presa) 1°: 11/30 (2,727) 2°: 14/26 (1,857) 3°: 17/24 (1,411) 4°: 21/24 (1,142) 5°: 23/22 (0,956) 6°: 22/19 (0,863) 7°: 22/18 (0,818) | Cambio: sequenziale a 7 marce (sempre in presa) 1°: 11/30 (2,727) 2°: 14/26 (1,857) 3°: 17/24 (1,411) 4°: 21/24 (1,142) 5°: 23/22 (0,956) 6°: 22/19 (0,863) 7°: 22/18 (0,818) |
| Accensione | elettronica CDI (ad anticipo variabile) | elettronica CDI (ad anticipo variabile) | elettronica CDI (ad anticipo variabile) | elettronica CDI (ad anticipo variabile) | elettronica CDI (ad anticipo variabile) |
| Trasmissione | modello Eddie Lawson e Lucky Explorer: Primaria a ingranaggi elicoidali 22/72 (3,272); Secondaria a catena 14/41 (2,928) modello normale: Primaria a ingranaggi elicoidali 20/65 (3,25); Secondaria a catena 14/43 (3,071)                                                                          | modello Eddie Lawson e Lucky Explorer: Primaria a ingranaggi elicoidali 22/72 (3,272); Secondaria a catena 14/41 (2,928) modello normale: Primaria a ingranaggi elicoidali 20/65 (3,25); Secondaria a catena 14/43 (3,071)                                                                          | modello Eddie Lawson e Lucky Explorer: Primaria a ingranaggi elicoidali 22/72 (3,272); Secondaria a catena 14/41 (2,928) modello normale: Primaria a ingranaggi elicoidali 20/65 (3,25); Secondaria a catena 14/43 (3,071)                                                                          | modello Eddie Lawson e Lucky Explorer: Primaria a ingranaggi elicoidali 22/72 (3,272); Secondaria a catena 14/41 (2,928) modello normale: Primaria a ingranaggi elicoidali 20/65 (3,25); Secondaria a catena 14/43 (3,071)                                                                          | modello Eddie Lawson e Lucky Explorer: Primaria a ingranaggi elicoidali 22/72 (3,272); Secondaria a catena 14/41 (2,928) modello normale: Primaria a ingranaggi elicoidali 20/65 (3,25); Secondaria a catena 14/43 (3,071)                                                                          |
| Avviamento | elettrico | elettrico | elettrico | elettrico | elettrico |
| Ciclistica | | | | | |
| Telaio | Bitrave con tubolari estrusi e parti fuse in lega leggera; appendice posteriore in tubi d'acciaio a sezione quadrata | Bitrave con tubolari estrusi e parti fuse in lega leggera; appendice posteriore in tubi d'acciaio a sezione quadrata | Bitrave con tubolari estrusi e parti fuse in lega leggera; appendice posteriore in tubi d'acciaio a sezione quadrata | Bitrave con tubolari estrusi e parti fuse in lega leggera; appendice posteriore in tubi d'acciaio a sezione quadrata | Bitrave con tubolari estrusi e parti fuse in lega leggera; appendice posteriore in tubi d'acciaio a sezione quadrata |
| Sospensioni | Anteriore: forcella teleidraulica da 38 mm con la regolazione del precarico "MARZOCCHI" / Posteriore: monoammortizzatore con regolazione del precarico "MARZOCCHI" | Anteriore: forcella teleidraulica da 38 mm con la regolazione del precarico "MARZOCCHI" / Posteriore: monoammortizzatore con regolazione del precarico "MARZOCCHI" | Anteriore: forcella teleidraulica da 38 mm con la regolazione del precarico "MARZOCCHI" / Posteriore: monoammortizzatore con regolazione del precarico "MARZOCCHI" | Anteriore: forcella teleidraulica da 38 mm con la regolazione del precarico "MARZOCCHI" / Posteriore: monoammortizzatore con regolazione del precarico "MARZOCCHI" | Anteriore: forcella teleidraulica da 38 mm con la regolazione del precarico "MARZOCCHI" / Posteriore: monoammortizzatore con regolazione del precarico "MARZOCCHI" |
| Freni | Anteriore: disco singolo da 320 mm Brembo / Posteriore: disco singolo da 230 mm | Anteriore: disco singolo da 320 mm Brembo / Posteriore: disco singolo da 230 mm | Anteriore: disco singolo da 320 mm Brembo / Posteriore: disco singolo da 230 mm | Anteriore: disco singolo da 320 mm Brembo / Posteriore: disco singolo da 230 mm | Anteriore: disco singolo da 320 mm Brembo / Posteriore: disco singolo da 230 mm |
| Pneumatici | anteriore da 110/70 - 17 T54; posteriore da 150/60 ZR 17 In alternativa per il modello Eddie Lawson e Lucky Explorer: anteriore da 100/80 - 17 T52 o 120/60 ZR 17; posteriore da 140/70 - 17 T66 In alternativa per il modello normale: anteriore da 100/80 - 17 T52; posteriore da 140/70 - 17 T66 | anteriore da 110/70 - 17 T54; posteriore da 150/60 ZR 17 In alternativa per il modello Eddie Lawson e Lucky Explorer: anteriore da 100/80 - 17 T52 o 120/60 ZR 17; posteriore da 140/70 - 17 T66 In alternativa per il modello normale: anteriore da 100/80 - 17 T52; posteriore da 140/70 - 17 T66 | anteriore da 110/70 - 17 T54; posteriore da 150/60 ZR 17 In alternativa per il modello Eddie Lawson e Lucky Explorer: anteriore da 100/80 - 17 T52 o 120/60 ZR 17; posteriore da 140/70 - 17 T66 In alternativa per il modello normale: anteriore da 100/80 - 17 T52; posteriore da 140/70 - 17 T66 | anteriore da 110/70 - 17 T54; posteriore da 150/60 ZR 17 In alternativa per il modello Eddie Lawson e Lucky Explorer: anteriore da 100/80 - 17 T52 o 120/60 ZR 17; posteriore da 140/70 - 17 T66 In alternativa per il modello normale: anteriore da 100/80 - 17 T52; posteriore da 140/70 - 17 T66 | anteriore da 110/70 - 17 T54; posteriore da 150/60 ZR 17 In alternativa per il modello Eddie Lawson e Lucky Explorer: anteriore da 100/80 - 17 T52 o 120/60 ZR 17; posteriore da 140/70 - 17 T66 In alternativa per il modello normale: anteriore da 100/80 - 17 T52; posteriore da 140/70 - 17 T66 |
| Fonte dei dati: Manuale d'officina Mito 800068543 Manuale d'officina Mito Racing 800069478 Manuale ricambi Mito '90 800068540   | | | | | |

### La Mito II
Nel 1992 la Mito subì un aggiornamento della ciclistica, dove vennero adottate forcelle Marzocchi a steli rovesciati da 40 mm, una nuova pinza freno anteriore a quattro pistoncini di maggior diametro ed una pompa freno Brembo maggiorata, la carenatura venne aggiornata con l'inserimento di un pannello che chiudeva la carena nella parte sottostante il radiatore, nel 1993 con la versione Mito II: Replica a partire dal numero di matricola 8P017547, si hanno le nuove carene, che a seconda della replica vennero forate ai lati in modo più o meno marcato.
Venne rivisto anche il motore per garantire una erogazione più fluida, sebbene a costo di prestazioni leggermente inferiori.
Le livree disponibili erano due: la Lucky Explorer, molto simile a quella utilizzata sulla Mito prima serie, una inedita colorazione rossa con decalcomanie nere e oro ed i cerchi di colore bianco. Nel 1993 la livrea Lucky Explorer venne ulteriormente modificata, la maggior differenza fu che, le tabelle portanumero, da gialle passarono a essere di colore nero, anche i cerchi tornano ad essere di neri. Successivamente nel 1994 vi si aggiunsero la replica John Kocinski rossa e bianca e la Evoluzione nera e arancio, denominata Evolution of a Myth.

| Caratteristiche tecniche - Cagiva Mito II 125 & Mito II Replica 125                                        | Caratteristiche tecniche - Cagiva Mito II 125 & Mito II Replica 125                                                                                 | Caratteristiche tecniche - Cagiva Mito II 125 & Mito II Replica 125                                                                                 | Caratteristiche tecniche - Cagiva Mito II 125 & Mito II Replica 125 | Caratteristiche tecniche - Cagiva Mito II 125 & Mito II Replica 125 | Caratteristiche tecniche - Cagiva Mito II 125 & Mito II Replica 125 |
| Dimensioni e pesi                                                                                          | Dimensioni e pesi | Dimensioni e pesi | Dimensioni e pesi | Dimensioni e pesi | Dimensioni e pesi |
| --- | --- | --- | --- | --- | --- |
| Ingombri (lungh.×largh.×alt.)                                                                              | 1.980 × 760 × 1.130 mm | 1.980 × 760 × 1.130 mm | 1.980 × 760 × 1.130 mm | 1.980 × 760 × 1.130 mm | 1.980 × 760 × 1.130 mm |
| Altezze | Sella: 795 mm - Minima da terra: 150 mm | Sella: 795 mm - Minima da terra: 150 mm | Sella: 795 mm - Minima da terra: 150 mm | Sella: 795 mm - Minima da terra: 150 mm | Sella: 795 mm - Minima da terra: 150 mm |
| Interasse: 1.375 mm                                                                                        | Interasse: 1.375 mm | Massa a vuoto: 121 kg | Massa a vuoto: 121 kg | Serbatoio: 18 l | Serbatoio: 18 l |
| Meccanica                                                                                                  | | | | | |
| Tipo motore: Monocilindrico a 2 tempi                                                                      | Tipo motore: Monocilindrico a 2 tempi | Tipo motore: Monocilindrico a 2 tempi | Tipo motore: Monocilindrico a 2 tempi | Raffreddamento: a liquido con radiatore concavo | Raffreddamento: a liquido con radiatore concavo |
| Cilindrata                                                                                                 | 124,63 cm³ (Alesaggio 56 × Corsa 50,6 mm) | 124,63 cm³ (Alesaggio 56 × Corsa 50,6 mm) | 124,63 cm³ (Alesaggio 56 × Corsa 50,6 mm) | 124,63 cm³ (Alesaggio 56 × Corsa 50,6 mm) | 124,63 cm³ (Alesaggio 56 × Corsa 50,6 mm) |
| Distribuzione: valvola lamellare                                                                           | Distribuzione: valvola lamellare | Distribuzione: valvola lamellare | Alimentazione: carburatore Dell'Orto PHBH 28 RD | Alimentazione: carburatore Dell'Orto PHBH 28 RD | Alimentazione: carburatore Dell'Orto PHBH 28 RD |
| Potenza: Mito II 24,14 kW (32,83 CV) a 11.100 rpm Mito II Replica 22,88 kW (31,12 CV) a 11.500 rpm         | Potenza: Mito II 24,14 kW (32,83 CV) a 11.100 rpm Mito II Replica 22,88 kW (31,12 CV) a 11.500 rpm                                                  | Coppia: Mito II 2,17 kg·m a 10.750 rpm Mito II Replica 1,94 kg·m a 11.250 rpm                                                                       | Coppia: Mito II 2,17 kg·m a 10.750 rpm Mito II Replica 1,94 kg·m a 11.250 rpm                                                                                                 | Rapporto di compressione: Mito II 8,2:1 (a luci chiuse) Mito II Replica 10,2:1 (a luci chiuse)                                                                                | Rapporto di compressione: Mito II 8,2:1 (a luci chiuse) Mito II Replica 10,2:1 (a luci chiuse)                                                                                |
| Frizione: multidisco in bagno d'olio                                                                       | Frizione: multidisco in bagno d'olio | Frizione: multidisco in bagno d'olio | Cambio: sequenziale a 7 marce (sempre in presa) 1°: 11/30 (2,727) 2°: 14/26 (1,857) 3°: 17/24 (1,411) 4°: 21/24 (1,142) 5°: 23/22 (0,956) 6°: 22/19 (0,863) 7°: 22/18 (0,818) | Cambio: sequenziale a 7 marce (sempre in presa) 1°: 11/30 (2,727) 2°: 14/26 (1,857) 3°: 17/24 (1,411) 4°: 21/24 (1,142) 5°: 23/22 (0,956) 6°: 22/19 (0,863) 7°: 22/18 (0,818) | Cambio: sequenziale a 7 marce (sempre in presa) 1°: 11/30 (2,727) 2°: 14/26 (1,857) 3°: 17/24 (1,411) 4°: 21/24 (1,142) 5°: 23/22 (0,956) 6°: 22/19 (0,863) 7°: 22/18 (0,818) |
| Accensione                                                                                                 | elettronica CDI (ad anticipo variabile) | elettronica CDI (ad anticipo variabile) | elettronica CDI (ad anticipo variabile) | elettronica CDI (ad anticipo variabile) | elettronica CDI (ad anticipo variabile) |
| Trasmissione                                                                                               | Primaria: Mito II a ingranaggi elicoidali 20/65 (3,25) Mito II Replica a ingranaggi dritti 22/72 (3,272) Secondaria a catena 14/41 (2,928)          | Primaria: Mito II a ingranaggi elicoidali 20/65 (3,25) Mito II Replica a ingranaggi dritti 22/72 (3,272) Secondaria a catena 14/41 (2,928)          | Primaria: Mito II a ingranaggi elicoidali 20/65 (3,25) Mito II Replica a ingranaggi dritti 22/72 (3,272) Secondaria a catena 14/41 (2,928)                                    | Primaria: Mito II a ingranaggi elicoidali 20/65 (3,25) Mito II Replica a ingranaggi dritti 22/72 (3,272) Secondaria a catena 14/41 (2,928)                                    | Primaria: Mito II a ingranaggi elicoidali 20/65 (3,25) Mito II Replica a ingranaggi dritti 22/72 (3,272) Secondaria a catena 14/41 (2,928)                                    |
| Avviamento                                                                                                 | elettrico | elettrico | elettrico | elettrico | elettrico |
| Ciclistica                                                                                                 | | | | | |
| Telaio | Bitrave con tubolari estrusi e parti fuse in lega leggera; appendice posteriore in tubi d'acciaio a sezione quadrata                                | Bitrave con tubolari estrusi e parti fuse in lega leggera; appendice posteriore in tubi d'acciaio a sezione quadrata                                | Bitrave con tubolari estrusi e parti fuse in lega leggera; appendice posteriore in tubi d'acciaio a sezione quadrata                                                          | Bitrave con tubolari estrusi e parti fuse in lega leggera; appendice posteriore in tubi d'acciaio a sezione quadrata                                                          | Bitrave con tubolari estrusi e parti fuse in lega leggera; appendice posteriore in tubi d'acciaio a sezione quadrata                                                          |
| Sospensioni                                                                                                | Anteriore: forcella teleidraulica rovesciata da 40 mm "MARZOCCHI" / Posteriore: monoammortizzatore con regolazione del precarico "MARZOCCHI"        | Anteriore: forcella teleidraulica rovesciata da 40 mm "MARZOCCHI" / Posteriore: monoammortizzatore con regolazione del precarico "MARZOCCHI"        | Anteriore: forcella teleidraulica rovesciata da 40 mm "MARZOCCHI" / Posteriore: monoammortizzatore con regolazione del precarico "MARZOCCHI"                                  | Anteriore: forcella teleidraulica rovesciata da 40 mm "MARZOCCHI" / Posteriore: monoammortizzatore con regolazione del precarico "MARZOCCHI"                                  | Anteriore: forcella teleidraulica rovesciata da 40 mm "MARZOCCHI" / Posteriore: monoammortizzatore con regolazione del precarico "MARZOCCHI"                                  |
| Freni | Anteriore: disco singolo da 320 mm Brembo / Posteriore: disco singolo da 230 mm                                                                     | Anteriore: disco singolo da 320 mm Brembo / Posteriore: disco singolo da 230 mm                                                                     | Anteriore: disco singolo da 320 mm Brembo / Posteriore: disco singolo da 230 mm                                                                                               | Anteriore: disco singolo da 320 mm Brembo / Posteriore: disco singolo da 230 mm                                                                                               | Anteriore: disco singolo da 320 mm Brembo / Posteriore: disco singolo da 230 mm                                                                                               |
| Pneumatici                                                                                                 | anteriore da 110/70 - 17 T54; posteriore da 150/60 ZR 17 In alternativa: anteriore da 100/80 - 17 T52 o 120/60 ZR 17; posteriore da 140/70 - 17 T66 | anteriore da 110/70 - 17 T54; posteriore da 150/60 ZR 17 In alternativa: anteriore da 100/80 - 17 T52 o 120/60 ZR 17; posteriore da 140/70 - 17 T66 | anteriore da 110/70 - 17 T54; posteriore da 150/60 ZR 17 In alternativa: anteriore da 100/80 - 17 T52 o 120/60 ZR 17; posteriore da 140/70 - 17 T66                           | anteriore da 110/70 - 17 T54; posteriore da 150/60 ZR 17 In alternativa: anteriore da 100/80 - 17 T52 o 120/60 ZR 17; posteriore da 140/70 - 17 T66                           | anteriore da 110/70 - 17 T54; posteriore da 150/60 ZR 17 In alternativa: anteriore da 100/80 - 17 T52 o 120/60 ZR 17; posteriore da 140/70 - 17 T66                           |
| Fonte dei dati: Manuale d'officina Mito 2 & Mito Racing 800072249 Manuale ricambi Mito Replica 2 800076285 | | | | | |

### La Mito Ev

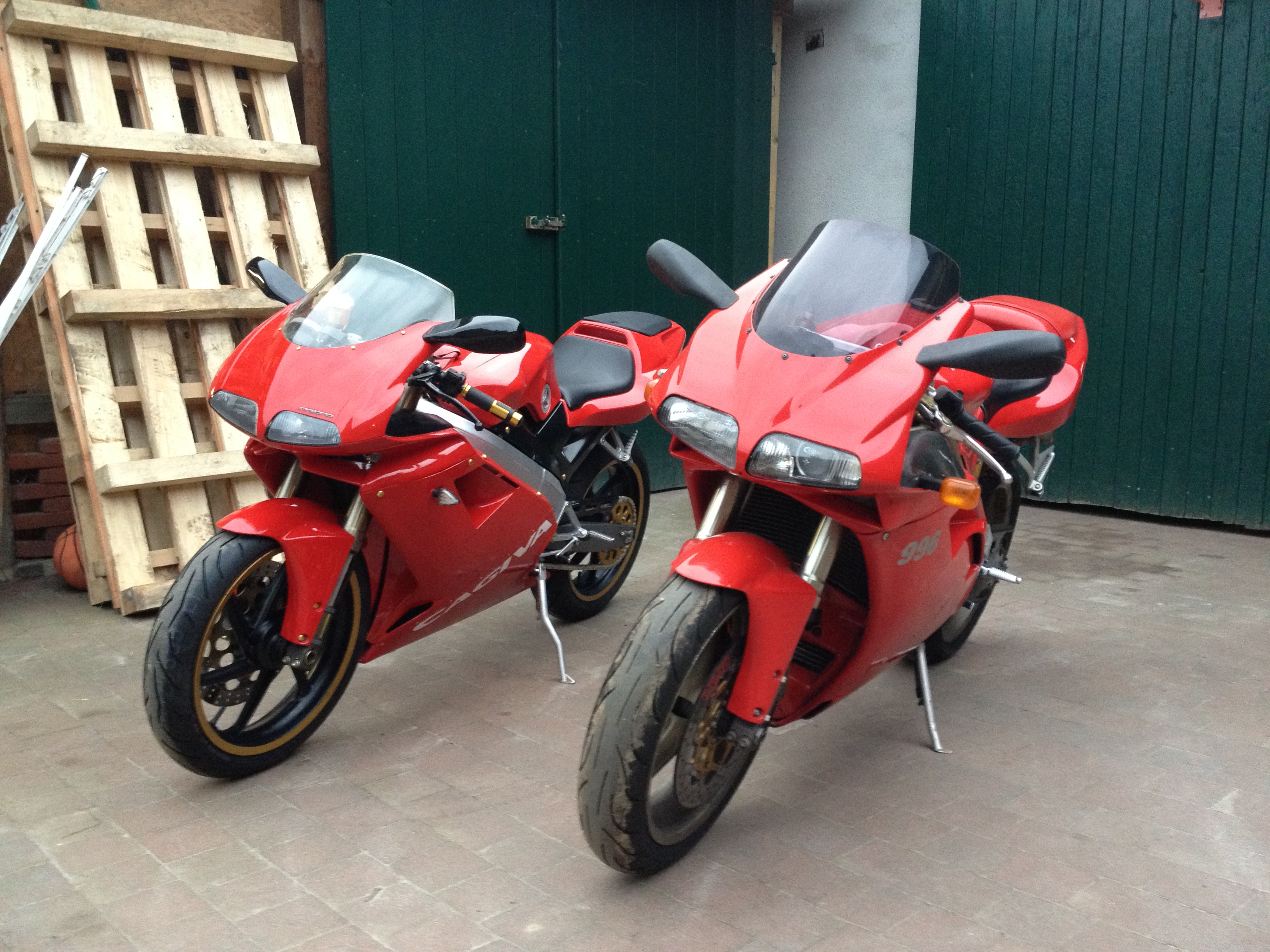
Confronto tra la Cagiva Mito Ev (a sinistra) e la Ducati 996 (a destra)

Nel 1994 il design della moto venne stravolto: il designer Sergio Robbiano del Centro Ricerche Cagiva scelse di riproporre le linee della Ducati 916 da lui disegnata; da notare che all'epoca la Ducati era controllata da Cagiva ed il direttore del CRC era Massimo Tamburini, sviluppatore di varie moto della Casa di Borgo Panigale.
Nacque così la Mito Ev, alla quale erano stati apportati numerosi e consistenti miglioramenti rispetto alle due serie precedenti.
La strumentazione viene ridisegnata, dotandola tra l'altro di una spia di segnalazione della riserva; i due fari ora vengono utilizzati per scopi differenti, uno per l'abbagliante e l'altro per l'anabbagliante (ormai una consuetudine nel mondo delle moto) con due luci di posizione e lampadine alogene a incandescenza al posto delle incandescenti (tipo Edison).
La ciclistica viene migliorata tramite l'impiego di un ammortizzatore di sterzo; vengono inoltre ridisegnate l'airbox e l'espansione. Infine viene adottato un carburatore Mikuni da 35 mm in luogo del Dell'Orto da 28 mm.
Nel 1995 viene prodotta la Lucky Explorer Replica, con livrea rossa e nera ripresa dalla moto del neo campione della Sport Production Valentino Rossi. Nello stesso anno viene riproposta la colorazione Evoluzione già utilizzata sulla Mito II.
L'anno successivo viene introdotta la patente A1, che impone ai 125 una potenza massima di 11 kW. Alla Mito a piena potenza verrà perciò affiancata una versione depotenziata tramite l'adozione di una nuova espansione, l'utilizzo di un cambio a sei rapporti ed il ritorno al carburatore da 28 mm. Sempre nel 1996 viene presentata la livrea Lucky Explorer replica della Elefant guidata da Arcarons nel Rally Dakar del 1995.
Nel 1999 la versione a piena potenza della Mito Ev esce di produzione lasciando il posto alla sola versione depotenziata, omologata Euro I ed inizia con la matricola ZCG8P00AB*V000001. Viene realizzata anche una livrea monocromatica rossa con cerchi a sei razze più larghi, i quali escludono misure alternative per gli pneumatici.
Da qui in poi la Mito Ev non subisce particolari cambiamenti: dal 2003 la Mito Ev adotta l'omologazione Euro II a partire dal numero di matricola ZCGN300AB*V000001 e il 30 Settembre 2005 il sistema d'accensione Kokusan viene soppiantato da uno della Ducati Energia a partire dalla matricola ZCGN300AB5V014219. Esce infine di produzione nel 2007, sostituita dalla nuova versione SP525.

| Caratteristiche tecniche - Cagiva Mito Ev 125 | Caratteristiche tecniche - Cagiva Mito Ev 125 | Caratteristiche tecniche - Cagiva Mito Ev 125 | Caratteristiche tecniche - Cagiva Mito Ev 125 | Caratteristiche tecniche - Cagiva Mito Ev 125 | Caratteristiche tecniche - Cagiva Mito Ev 125 |
| Dimensioni e pesi | Dimensioni e pesi | Dimensioni e pesi | Dimensioni e pesi | Dimensioni e pesi | Dimensioni e pesi |
| --- | --- | --- | --- | --- | --- |
| Ingombri (lungh.×largh.×alt.) | 1.980 × 760 × 1.100 mm | 1.980 × 760 × 1.100 mm | 1.980 × 760 × 1.100 mm | 1.980 × 760 × 1.100 mm | 1.980 × 760 × 1.100 mm |
| Altezze | Sella: 760 mm - Minima da terra: 150 mm | Sella: 760 mm - Minima da terra: 150 mm | Sella: 760 mm - Minima da terra: 150 mm | Sella: 760 mm - Minima da terra: 150 mm | Sella: 760 mm - Minima da terra: 150 mm |
| Interasse: 1.375 mm | Interasse: 1.375 mm | Massa a vuoto: 129 kg | Massa a vuoto: 129 kg | Serbatoio: 14 l | Serbatoio: 14 l |
| Meccanica | | | | | |
| Tipo motore: Monocilindrico a 2 tempi | Tipo motore: Monocilindrico a 2 tempi | Tipo motore: Monocilindrico a 2 tempi | Tipo motore: Monocilindrico a 2 tempi | Raffreddamento: a liquido con radiatore concavo | Raffreddamento: a liquido con radiatore concavo |
| Cilindrata | 124,63 cm³ (Alesaggio 56 × Corsa 50,6 mm) | 124,63 cm³ (Alesaggio 56 × Corsa 50,6 mm) | 124,63 cm³ (Alesaggio 56 × Corsa 50,6 mm) | 124,63 cm³ (Alesaggio 56 × Corsa 50,6 mm) | 124,63 cm³ (Alesaggio 56 × Corsa 50,6 mm) |
| Distribuzione: valvola lamellare | Distribuzione: valvola lamellare | Distribuzione: valvola lamellare | Alimentazione: carburatore Dell'Orto PHBH da 28 RD per il solo 1994, Mikuni TM 35, dal '95, Dell'Orto PHBH da 28 ND versione Svizzera, fino al '98, dal '99 PHBH da 28 BD | Alimentazione: carburatore Dell'Orto PHBH da 28 RD per il solo 1994, Mikuni TM 35, dal '95, Dell'Orto PHBH da 28 ND versione Svizzera, fino al '98, dal '99 PHBH da 28 BD | Alimentazione: carburatore Dell'Orto PHBH da 28 RD per il solo 1994, Mikuni TM 35, dal '95, Dell'Orto PHBH da 28 ND versione Svizzera, fino al '98, dal '99 PHBH da 28 BD |
| Potenza: Versione Svizzera del '94 22,7 kW (30,86 CV) a 11.200 rpm Versione con TM 35 del '94 25 kW (34 CV) a 11.100 rpm | Potenza: Versione Svizzera del '94 22,7 kW (30,86 CV) a 11.200 rpm Versione con TM 35 del '94 25 kW (34 CV) a 11.100 rpm | Coppia: Versione Svizzera del '94 1,97 kg·m a 11.000 rpm Versione con TM 35 del '94 2,2 kg·m a 10.500 rpm | Coppia: Versione Svizzera del '94 1,97 kg·m a 11.000 rpm Versione con TM 35 del '94 2,2 kg·m a 10.500 rpm | Rapporto di compressione: 10,2:1 (a luci chiuse) dal '99 7,1:1 (a luci chiuse) | Rapporto di compressione: 10,2:1 (a luci chiuse) dal '99 7,1:1 (a luci chiuse) |
| Frizione: multidisco in bagno d'olio | Frizione: multidisco in bagno d'olio | Frizione: multidisco in bagno d'olio | Cambio: sequenziale a 7 marce, che a partire dalla matricola 8P022547 ha il cambio 1°: 11/30 (2,727) 2°: 16/29 (1,812) 3°: 17/23 (1,352) 4°: 19/21 (1,105) 5°: 23/22 (0,956) 6°: 22/19 (0,863) 7°: 22/18 (0,818) dal '99 a 6 marce (sempre in presa) 1°: 11/30 (2,727) 2°: 14/26 (1,857) 3°: 17/23 (1,352) 4°: 21/23 (1,095) 5°: 23/22 (0,956) 6°: 22/19 (0,863) | Cambio: sequenziale a 7 marce, che a partire dalla matricola 8P022547 ha il cambio 1°: 11/30 (2,727) 2°: 16/29 (1,812) 3°: 17/23 (1,352) 4°: 19/21 (1,105) 5°: 23/22 (0,956) 6°: 22/19 (0,863) 7°: 22/18 (0,818) dal '99 a 6 marce (sempre in presa) 1°: 11/30 (2,727) 2°: 14/26 (1,857) 3°: 17/23 (1,352) 4°: 21/23 (1,095) 5°: 23/22 (0,956) 6°: 22/19 (0,863) | Cambio: sequenziale a 7 marce, che a partire dalla matricola 8P022547 ha il cambio 1°: 11/30 (2,727) 2°: 16/29 (1,812) 3°: 17/23 (1,352) 4°: 19/21 (1,105) 5°: 23/22 (0,956) 6°: 22/19 (0,863) 7°: 22/18 (0,818) dal '99 a 6 marce (sempre in presa) 1°: 11/30 (2,727) 2°: 14/26 (1,857) 3°: 17/23 (1,352) 4°: 21/23 (1,095) 5°: 23/22 (0,956) 6°: 22/19 (0,863) |
| Accensione | elettronica CDI (ad anticipo variabile), dal 2006 elettronica digitale CDI (ad anticipo variabile) | elettronica CDI (ad anticipo variabile), dal 2006 elettronica digitale CDI (ad anticipo variabile) | elettronica CDI (ad anticipo variabile), dal 2006 elettronica digitale CDI (ad anticipo variabile) | elettronica CDI (ad anticipo variabile), dal 2006 elettronica digitale CDI (ad anticipo variabile) | elettronica CDI (ad anticipo variabile), dal 2006 elettronica digitale CDI (ad anticipo variabile) |
| Trasmissione | Primaria a ingranaggi dritti 22/72 (3,272); Secondaria a catena 14/41 (2,928), dal 1999 14/43 (3,071), dal 2003 14/38 (2,714), dal 2006 14/43 (3,071)                                                                         | Primaria a ingranaggi dritti 22/72 (3,272); Secondaria a catena 14/41 (2,928), dal 1999 14/43 (3,071), dal 2003 14/38 (2,714), dal 2006 14/43 (3,071)                                                                         | Primaria a ingranaggi dritti 22/72 (3,272); Secondaria a catena 14/41 (2,928), dal 1999 14/43 (3,071), dal 2003 14/38 (2,714), dal 2006 14/43 (3,071) | Primaria a ingranaggi dritti 22/72 (3,272); Secondaria a catena 14/41 (2,928), dal 1999 14/43 (3,071), dal 2003 14/38 (2,714), dal 2006 14/43 (3,071) | Primaria a ingranaggi dritti 22/72 (3,272); Secondaria a catena 14/41 (2,928), dal 1999 14/43 (3,071), dal 2003 14/38 (2,714), dal 2006 14/43 (3,071) |
| Avviamento | elettrico | elettrico | elettrico | elettrico | elettrico |
| Ciclistica | | | | | |
| Telaio | Bitrave con tubolari estrusi e parti fuse in lega leggera; appendice posteriore in tubi d'acciaio a sezione quadrata | Bitrave con tubolari estrusi e parti fuse in lega leggera; appendice posteriore in tubi d'acciaio a sezione quadrata | Bitrave con tubolari estrusi e parti fuse in lega leggera; appendice posteriore in tubi d'acciaio a sezione quadrata | Bitrave con tubolari estrusi e parti fuse in lega leggera; appendice posteriore in tubi d'acciaio a sezione quadrata | Bitrave con tubolari estrusi e parti fuse in lega leggera; appendice posteriore in tubi d'acciaio a sezione quadrata |
| Sospensioni | Anteriore: forcella teleidraulica a steli rovesciati da 40 mm "MARZOCCHI" / Posteriore: monoammortizzatore con regolazione del precarico "SACHS", dal 2005 "MARZOCCHI"                                                        | Anteriore: forcella teleidraulica a steli rovesciati da 40 mm "MARZOCCHI" / Posteriore: monoammortizzatore con regolazione del precarico "SACHS", dal 2005 "MARZOCCHI"                                                        | Anteriore: forcella teleidraulica a steli rovesciati da 40 mm "MARZOCCHI" / Posteriore: monoammortizzatore con regolazione del precarico "SACHS", dal 2005 "MARZOCCHI" | Anteriore: forcella teleidraulica a steli rovesciati da 40 mm "MARZOCCHI" / Posteriore: monoammortizzatore con regolazione del precarico "SACHS", dal 2005 "MARZOCCHI" | Anteriore: forcella teleidraulica a steli rovesciati da 40 mm "MARZOCCHI" / Posteriore: monoammortizzatore con regolazione del precarico "SACHS", dal 2005 "MARZOCCHI" |
| Freni | Anteriore: disco singolo da 320 mm Brembo / Posteriore: disco singolo da 230 mm | Anteriore: disco singolo da 320 mm Brembo / Posteriore: disco singolo da 230 mm | Anteriore: disco singolo da 320 mm Brembo / Posteriore: disco singolo da 230 mm | Anteriore: disco singolo da 320 mm Brembo / Posteriore: disco singolo da 230 mm | Anteriore: disco singolo da 320 mm Brembo / Posteriore: disco singolo da 230 mm |
| Pneumatici | anteriore da 110/70 - 17 T54, dal 1999 anteriore da 110/70 ZR 17; posteriore da 150/60 ZR 17 In alternativa per i modelli prodotti dal '94 al '98: anteriore da 100/80 - 17 T52 o 120/60 ZR 17; posteriore da 140/70 - 17 T66 | anteriore da 110/70 - 17 T54, dal 1999 anteriore da 110/70 ZR 17; posteriore da 150/60 ZR 17 In alternativa per i modelli prodotti dal '94 al '98: anteriore da 100/80 - 17 T52 o 120/60 ZR 17; posteriore da 140/70 - 17 T66 | anteriore da 110/70 - 17 T54, dal 1999 anteriore da 110/70 ZR 17; posteriore da 150/60 ZR 17 In alternativa per i modelli prodotti dal '94 al '98: anteriore da 100/80 - 17 T52 o 120/60 ZR 17; posteriore da 140/70 - 17 T66 | anteriore da 110/70 - 17 T54, dal 1999 anteriore da 110/70 ZR 17; posteriore da 150/60 ZR 17 In alternativa per i modelli prodotti dal '94 al '98: anteriore da 100/80 - 17 T52 o 120/60 ZR 17; posteriore da 140/70 - 17 T66 | anteriore da 110/70 - 17 T54, dal 1999 anteriore da 110/70 ZR 17; posteriore da 150/60 ZR 17 In alternativa per i modelli prodotti dal '94 al '98: anteriore da 100/80 - 17 T52 o 120/60 ZR 17; posteriore da 140/70 - 17 T66 |
| Fonte dei dati: Manuale d'officina Mito Ev '94 800078792 Manuale d'officina Mito Ev & Mito Racing '95 800081921 Manuale d'officina Mito Ev '99 800093045 Manuale d'officina Mito Ev '04 8000A4798 Manuale ricambi Mito Ev '99 800093019 Manuale ricambi Mito Ev '01 8000A1085 Manuale ricambi Mito Ev '04 8000A5046 Manuale ricambi Mito Ev '06 8000A8620 Libretto uso e manutenzione Mito Ev '03 800090500 | | | | | |

### La Mito SP525

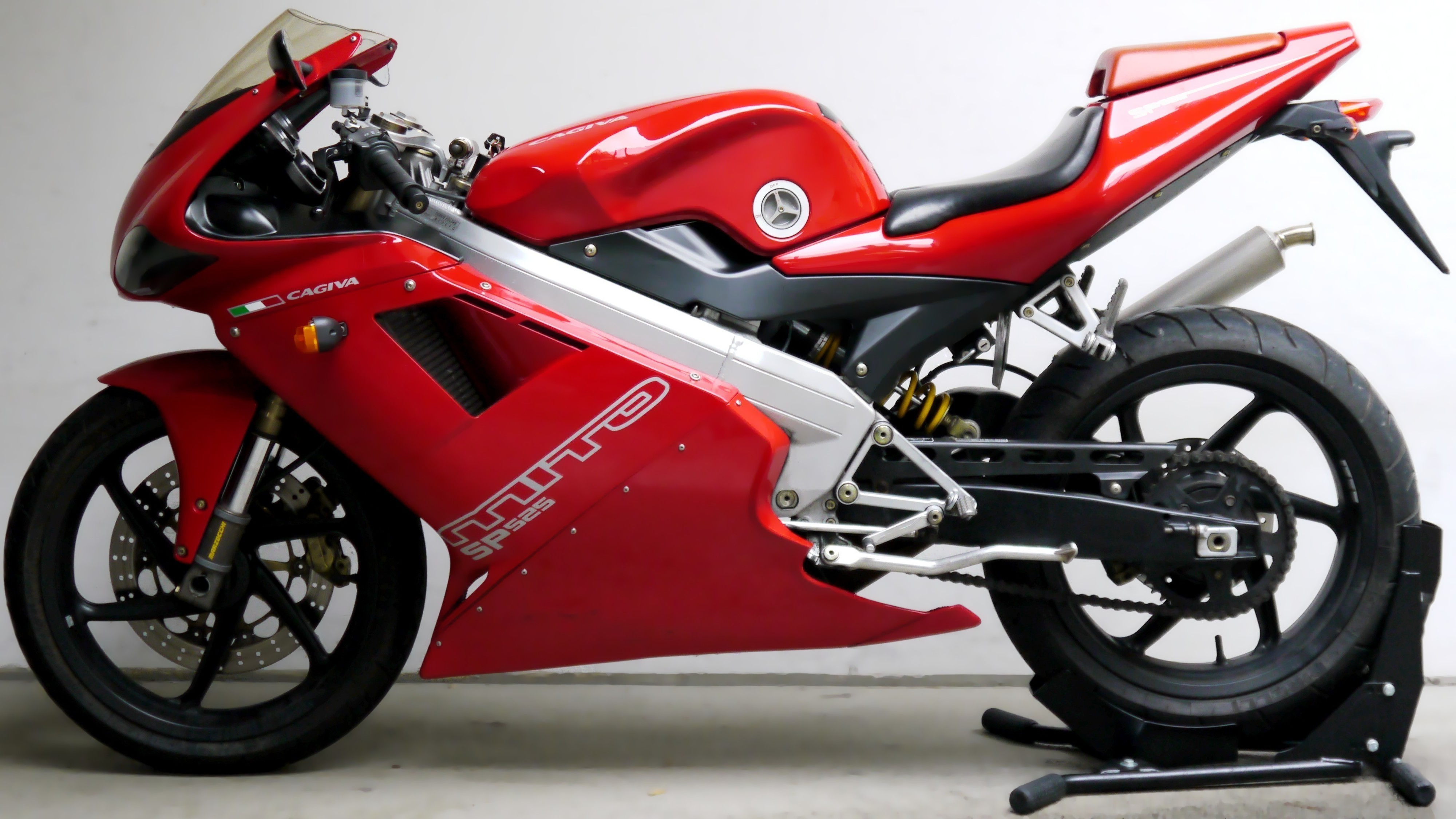
La Mito SP525

La Mito SP525, in vendita dal 2008 a partire dal numero di matricola ZCGN300AB8V000001, è l'ultima evoluzione della Mito. Il design ricalca quello dell'ultima Cagiva utilizzata nel Motomondiale, la C594 guidata da John Kocinski nella stagione 1994 con il numero 11.
L'adozione di un carburatore elettronico gestito da una centralina dedicata (sviluppata in collaborazione con Dell'Orto) ha permesso alla Mito di poter essere omologata Euro III. Tale centralina monitora vari parametri (tra cui grado di apertura della ghigliottina, giri motore, temperatura del motore e dell'ambiente) ed interviene regolando la quantità d'olio e di benzina nella miscela, la fasatura d'accensione, il regime d'apertura della valvola di scarico e altre variabili.
Dal 2012 la produzione della Cagiva Mito è stata sospesa per concentrare tutte le risorse sulla MV Agusta F3 (la Cagiva è infatti sotto il controllo della MV Agusta). Finora non sono state rilasciate dichiarazioni né in merito ad una definitiva uscita di scena della Mito né di un suo ritorno in produzione.
| Caratteristiche tecniche - Cagiva Mito SP525                                                      | Caratteristiche tecniche - Cagiva Mito SP525 | Caratteristiche tecniche - Cagiva Mito SP525 | Caratteristiche tecniche - Cagiva Mito SP525 | Caratteristiche tecniche - Cagiva Mito SP525 | Caratteristiche tecniche - Cagiva Mito SP525 |
| ------------------------------------------------------------------------------------------------- | --- | --- | --- | --- | --- |
|                                                                                                   | | | | | |
| Dimensioni e pesi                                                                                 | | | | | |
| Ingombri (lungh.×largh.×alt.)                                                                     | 1980 × 760 × 1070 mm | 1980 × 760 × 1070 mm | 1980 × 760 × 1070 mm | 1980 × 760 × 1070 mm | 1980 × 760 × 1070 mm |
| Altezze                                                                                           | Sella: 760 mm - Minima da terra: 150 mm | Sella: 760 mm - Minima da terra: 150 mm | Sella: 760 mm - Minima da terra: 150 mm | Sella: 760 mm - Minima da terra: 150 mm | Sella: 760 mm - Minima da terra: 150 mm |
| Interasse: 1375 mm                                                                                | Interasse: 1375 mm | Massa a vuoto: 132 kg | Massa a vuoto: 132 kg | Serbatoio: 14 (6 di riserva) l | Serbatoio: 14 (6 di riserva) l |
| Meccanica                                                                                         | | | | | |
| Tipo motore: Monocilindrico a 2 tempi                                                             | Tipo motore: Monocilindrico a 2 tempi | Tipo motore: Monocilindrico a 2 tempi | Tipo motore: Monocilindrico a 2 tempi | Raffreddamento: a liquido con radiatore concavo | Raffreddamento: a liquido con radiatore concavo |
| Cilindrata                                                                                        | 124,63 cm³ (Alesaggio 56 × Corsa 50,6 mm) | 124,63 cm³ (Alesaggio 56 × Corsa 50,6 mm) | 124,63 cm³ (Alesaggio 56 × Corsa 50,6 mm) | 124,63 cm³ (Alesaggio 56 × Corsa 50,6 mm) | 124,63 cm³ (Alesaggio 56 × Corsa 50,6 mm) |
| Distribuzione: valvola lamellare                                                                  | Distribuzione: valvola lamellare | Distribuzione: valvola lamellare | Alimentazione: carburatore elettronico Dell'Orto VHST 28 CD con TPS | Alimentazione: carburatore elettronico Dell'Orto VHST 28 CD con TPS | Alimentazione: carburatore elettronico Dell'Orto VHST 28 CD con TPS |
| Potenza: versione Full power Euro 3 24,2 kW (32,5 CV) alla ruota a 9.000 giri/min                 | Potenza: versione Full power Euro 3 24,2 kW (32,5 CV) alla ruota a 9.000 giri/min | Coppia: versione Full power Euro 3 1,79 kg·m (17,6 N·m) alla ruota a 8.000 giri/min | Coppia: versione Full power Euro 3 1,79 kg·m (17,6 N·m) alla ruota a 8.000 giri/min | Rapporto di compressione: 7,1:1 (a luci chiuse) | Rapporto di compressione: 7,1:1 (a luci chiuse) |
| Frizione: multidisco in bagno d'olio                                                              | Frizione: multidisco in bagno d'olio | Frizione: multidisco in bagno d'olio | Cambio: sequenziale a 6 marce sempre in presa 1°: 11/30 (2,727) 2°: 14/26 (1,857) 3°: 17/23 (1,352) 4°: 21/23 (1,095) 5°: 23/22 (0,956) 6°: 22/19 (0,863) | Cambio: sequenziale a 6 marce sempre in presa 1°: 11/30 (2,727) 2°: 14/26 (1,857) 3°: 17/23 (1,352) 4°: 21/23 (1,095) 5°: 23/22 (0,956) 6°: 22/19 (0,863) | Cambio: sequenziale a 6 marce sempre in presa 1°: 11/30 (2,727) 2°: 14/26 (1,857) 3°: 17/23 (1,352) 4°: 21/23 (1,095) 5°: 23/22 (0,956) 6°: 22/19 (0,863) |
| Accensione                                                                                        | unità di controllo CDI (ad anticipo variabile) | unità di controllo CDI (ad anticipo variabile) | unità di controllo CDI (ad anticipo variabile) | unità di controllo CDI (ad anticipo variabile) | unità di controllo CDI (ad anticipo variabile) |
| Trasmissione                                                                                      | Primaria a ingranaggi dritti 22/72 (3,272); Secondaria a catena 14/43 (3,071) | Primaria a ingranaggi dritti 22/72 (3,272); Secondaria a catena 14/43 (3,071) | Primaria a ingranaggi dritti 22/72 (3,272); Secondaria a catena 14/43 (3,071) | Primaria a ingranaggi dritti 22/72 (3,272); Secondaria a catena 14/43 (3,071) | Primaria a ingranaggi dritti 22/72 (3,272); Secondaria a catena 14/43 (3,071) |
| Avviamento                                                                                        | elettrico | elettrico | elettrico | elettrico | elettrico |
| Ciclistica                                                                                        | | | | | |
| Telaio                                                                                            | Bitrave con tubolari estrusi e parti fuse in lega leggera; appendice posteriore in tubi d'acciaio a sezione rotonda | Bitrave con tubolari estrusi e parti fuse in lega leggera; appendice posteriore in tubi d'acciaio a sezione rotonda | Bitrave con tubolari estrusi e parti fuse in lega leggera; appendice posteriore in tubi d'acciaio a sezione rotonda | Bitrave con tubolari estrusi e parti fuse in lega leggera; appendice posteriore in tubi d'acciaio a sezione rotonda | Bitrave con tubolari estrusi e parti fuse in lega leggera; appendice posteriore in tubi d'acciaio a sezione rotonda |
| Sospensioni                                                                                       | Anteriore: forcella teleidraulica a steli rovesciati da 40 mm Marzocchi / Posteriore: monoammortizzatore con regolazione del precarico Marzocchi, dal 2009 Sachs | Anteriore: forcella teleidraulica a steli rovesciati da 40 mm Marzocchi / Posteriore: monoammortizzatore con regolazione del precarico Marzocchi, dal 2009 Sachs | Anteriore: forcella teleidraulica a steli rovesciati da 40 mm Marzocchi / Posteriore: monoammortizzatore con regolazione del precarico Marzocchi, dal 2009 Sachs | Anteriore: forcella teleidraulica a steli rovesciati da 40 mm Marzocchi / Posteriore: monoammortizzatore con regolazione del precarico Marzocchi, dal 2009 Sachs | Anteriore: forcella teleidraulica a steli rovesciati da 40 mm Marzocchi / Posteriore: monoammortizzatore con regolazione del precarico Marzocchi, dal 2009 Sachs |
| Freni                                                                                             | Anteriore: disco flottante Brembo Oro (08489993) da 320 mm, con pinza fissa ad attacco tradizionale Brembo P4 30/34 C Oro Dx a quattro pistonicini a diametro differenziato Ø 30/34 / Posteriore: disco fisso Grimeca da 230 mm, con pinza fissa Brembo P32 Oro a due pistonicini da 32 mm | Anteriore: disco flottante Brembo Oro (08489993) da 320 mm, con pinza fissa ad attacco tradizionale Brembo P4 30/34 C Oro Dx a quattro pistonicini a diametro differenziato Ø 30/34 / Posteriore: disco fisso Grimeca da 230 mm, con pinza fissa Brembo P32 Oro a due pistonicini da 32 mm | Anteriore: disco flottante Brembo Oro (08489993) da 320 mm, con pinza fissa ad attacco tradizionale Brembo P4 30/34 C Oro Dx a quattro pistonicini a diametro differenziato Ø 30/34 / Posteriore: disco fisso Grimeca da 230 mm, con pinza fissa Brembo P32 Oro a due pistonicini da 32 mm | Anteriore: disco flottante Brembo Oro (08489993) da 320 mm, con pinza fissa ad attacco tradizionale Brembo P4 30/34 C Oro Dx a quattro pistonicini a diametro differenziato Ø 30/34 / Posteriore: disco fisso Grimeca da 230 mm, con pinza fissa Brembo P32 Oro a due pistonicini da 32 mm | Anteriore: disco flottante Brembo Oro (08489993) da 320 mm, con pinza fissa ad attacco tradizionale Brembo P4 30/34 C Oro Dx a quattro pistonicini a diametro differenziato Ø 30/34 / Posteriore: disco fisso Grimeca da 230 mm, con pinza fissa Brembo P32 Oro a due pistonicini da 32 mm |
| Pneumatici                                                                                        | anteriore da 110/70 ZR 17; posteriore da 150/60 ZR 17 | anteriore da 110/70 ZR 17; posteriore da 150/60 ZR 17 | anteriore da 110/70 ZR 17; posteriore da 150/60 ZR 17 | anteriore da 110/70 ZR 17; posteriore da 150/60 ZR 17 | anteriore da 110/70 ZR 17; posteriore da 150/60 ZR 17 |
| Fonte dei dati: Manuale d'officina Mito SP525 8000A9471 Manuale ricambi Mito SP 525 '07 8000A9470 | | | | | |

### Mito 500
La Cagiva nel 2006 e 2008 presentò una nuova motocicletta su base Mito, prima sulle linee della EV, poi sulle linee della SP 525, che si differenziava solo per la propulsione, in quanto equipaggiata con motore quattro tempi 500 cm³ della Husqvarna, con una potenza di 60 CV, coppia massima di 50 N·m ed un peso dichiarato di soli 133 kg, ma non vennero mai messe in produzione.

## Le competizioni

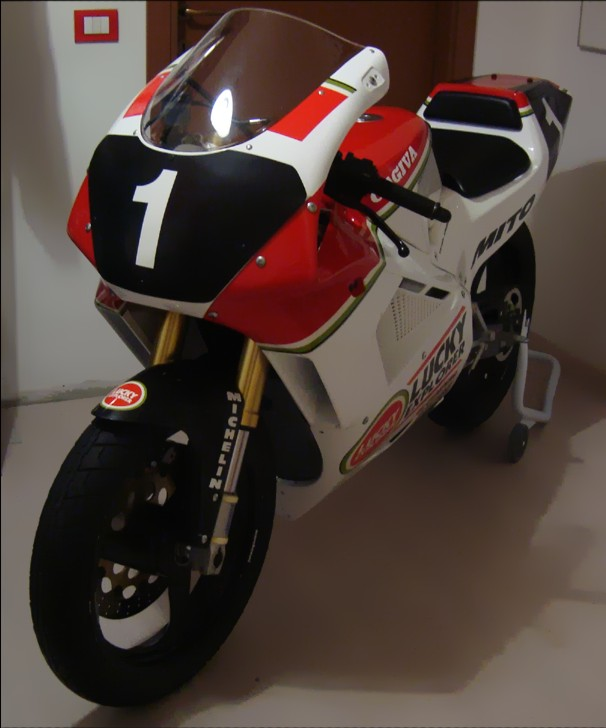
Mito SP ufficiale del team Lucky Explorer 1993 guidata da Valentino Rossi e Vittoriano Guareschi

La Cagiva Mito fin dal suo debutto partecipò al Campionato italiano Sport Production, ma solo dal 1991 vennero presentate le versioni allestite di fabbrica come SP: vennero infatti prodotte svariate versioni ad uso esclusivo per le competizioni, oltre ad una serie di kit di conversione da installare sulle Mito omologate strada per renderle pronto gara.
In sella ad una Mito II fece il suo esordio il futuro pluri-campione del mondo Valentino Rossi; la stessa moto fu messa all'asta sul popolare sito eBay da "Lusuardi Claudio & C" nei primi mesi del 2005, con annesso un certificato di autenticità firmato da Rossi stesso. Venne venduta il 19 aprile 2005 a 22.600,00 €.